# Qinhuangdao Shanhaiguan Airport
Qinhuangdao Shanhaiguan Airport (kinesiska: Qínhuángdǎo Shānhǎiguān Jīchǎng, 秦皇岛山海关机场) är en flygplats i Kina. Den ligger i provinsen Hebei, i den norra delen av landet, omkring 290 kilometer öster om huvudstaden Peking.
Närmaste större samhälle är Qinhuangdao, 12,8 km väster om Qinhuangdao Shanhaiguan Airport. Trakten runt Qinhuangdao Shanhaiguan Airport består till största delen av jordbruksmark.
Genomsnittlig årsnederbörd är 870 millimeter. Den regnigaste månaden är augusti, med i genomsnitt 225 mm nederbörd, och den torraste är januari, med 4 mm nederbörd.